# Dez mil
O dez mil (10000, X) é um número inteiro. Ele é precedido pelo 9 999 e sucedido pelo 10 001.